# Liparetrus paryphus
Liparetrus paryphus är en skalbaggsart som beskrevs av Britton 1980. Liparetrus paryphus ingår i släktet Liparetrus och familjen Melolonthidae. Inga underarter finns listade i Catalogue of Life.